# Idriz Seferi

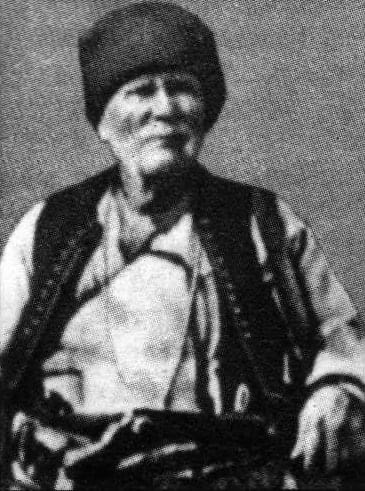
Idriz Seferi (1910)

Idriz Seferi (* 1847 in Sefer westlich von Preševo; † 25. März 1927) war ein Führer der albanischen Nationalbewegung.
Schon im jungen Alter wehrte er sich gegen die kulturelle und wirtschaftliche Unterdrückung durch die Osmanen. Im Jahr 1875 wurde er von den osmanischen Behörden gefangen genommen. Nach seiner Entlassung nahm er an mehreren albanischen Aufständen teil und war Mitglied der Liga von Prizren und der Liga von Peja, die im Januar 1899 zusammenkam. Wie Isa Boletini war er einer der wichtigsten Führer der albanischen Aufstände im Jahr 1910 in Kosovo, bei denen Albaner durch neue Steuern erzürnt für ihre Rechte zu kämpfen begannen. Seferi war dabei an der Befreiung der Städte Ferizaj, Skopje, Kumanovo, Presheva und Gjilan von osmanischen Truppen beteiligt. Bei den Kämpfen in der Schlucht von Kaçanik vom 23. bis 29. April 1910 führte er 5000 albanische Kämpfer an, die dort ein fast 20.000 Mann starkes Heer der Osmanen aufhielten, das die Aufstände am Schluss aber doch beenden konnte.
Die Aufständen gegen die Jungtürkenregierung im Frühjahr 1912, bei denen auch Boletini und Bajram Curri beteiligt waren, wurden in der stark umkämpften Umgebung von Ferizaj von Seferi geleitet. Ab Oktober 1912 – während des Ersten Balkankriegs – kämpfte er mit Tausenden albanischen Soldaten gegen Serben bei Bujanovac, Kumanovo, Llapi und Gollaku. Er gilt als einer der Führer der albanischen Aufstände von 1916, als Kosovo während des Ersten Weltkriegs von bulgarischen Truppen besetzt war.
Idriz Seferi starb friedlich in seinem Bett.
2017 wurde er posthum als Held des Kosovo ausgezeichnet.